# Centro Cívico de Houma Terrebonne
El Centro Cívico de Houma Terrebonne (en inglés: Houma Terrebonne Civic Center) es un arena multiusos con 5000 asientos en Houma, Luisiana, EE. UU., que permite funciones corporativas, como reuniones, seminarios de formación, conferencias, así como banquetes formales, bodas, convenciones de grupos, programas de consumo, teatro familiar y otras actividades como artes, conciertos, graduaciones, servicios religiosos, y festivales al aire libre. Se abrió el 6 de enero de 1999.
El Centro Cívico de 100 000 pies cuadrados ( 9300 m² ) es un edificio de usos múltiples con una arena que le permite recibir a unos 5000 espectadores, una zona teatral y de banquetes con una capacidad de 2500 personas , y una sala de 10 000 pies cuadrados( 930 m² ) para reuniones. La instalación fue construida a un costo de $ 18,1 millones . Hay 3200 asientos retráctiles en la arena.